# 最後希望
《最後希望》（The Last Hope）是英國女作家艾琳·杭特的系列小說《貓戰士》的四部曲《星預兆》中六集的最後一集，中文版於2012年12月31日由晨星出版社出版。

## 劇情摘要
松鴉羽告訴了獅焰和鴿翅第四力量的預言，他們各自猜測是不同的貓：獅焰猜冬青葉，鴿翅猜藤池，松鴉羽猜蛾翅。松鴉羽會見蛾翅，而蛾翅給松鴉羽看一把即使在下大雨後，仍然悶燒的蘆葦。松鴉羽認為這是要他去找焰尾的預兆，雖然星族分裂了，他仍然穿越邊界說服焰尾，使焰尾向其他巫醫說明他是溺死的，而非松鴉羽謀殺的。巫醫們便集合，說服星族團結。
不久，棘爪、葉池及松鼠飛知道了松鴉羽、獅焰、鴿翅及藤池的命運。藍星告訴松鴉羽火星就是第四力量，他曾拯救部族一次，又即將再一次。最終決戰開始了。
冬青葉為救正與薊爪戰鬥的藤池而被鷹霜殺死，並且原諒葉池。鴉羽阻止風皮殺死獅焰。鼠毛被黑暗森林的公貓殺害。楓影攻擊沙暴，但被斑葉擋下，斑葉被楓影所殺，沙暴驅逐楓影。碎星殺掉蕨雲，然後被黃牙殺掉。
鷹霜想殺掉藤池，但棘爪殺掉他並且扭斷鷹霜的脖子。虎星為此祝賀棘爪。虎星是當前黑暗森林僅剩的領導者了。火星殺死虎星，他的任務結束了，於是被雷劈死（作者說其實是傷重而死）。棘爪升為棘星，並指派松鼠飛為副族長。